# Летњиковац Обреновића на Плавинцу код Смедерева
Летњиковац Обреновића на Плавинцу код Смедерева је припадао династији Обреновић као летњи двор, који је у историји дугој близу два века претрпео значајне промене. Данас је Летњиковац Обреновића један од репрезентативних објеката Владе Републике Србије, представља непокретно културно добро као споменик културе.

## Историјат
Кнез Милош је купио 1827-1829. године од турског спахије виноград са воћњаком, ливадом и кућом „са три ложишта за парно купатило”, да би на имању ускоро подигао подрум са конаком и тиме трајно везао династију Обреновић за овај простор. Кнез Михаило је 1865. године овде изградио скроман једноспратни летњиковац, такозвани „Салон” којим започиње успостављање владарске летње резиденције у Смедереву. Краљица Наталија је са архитектом Јованом Илкићем 1897. године унела значајне измене са идејом формирања летњег двора за младог краља Александра. Тада су летњиковцу дограђена два бочна ризалита, а декоративни елементи изведени су по угледу на швајцарске виле. Романтичарски изглед летњиковца из овог периода сачуван је само на старим разгледницама и фотографијама.

## Летњиковац данас
Након Другог светског рата „Краљев виноград у Смедереву” постао је државна имовина, а летњиковац претворен у вилу затвореног типа „Златни брег”, тако да је скромни летњи двор династије Обреновић претворен у луксузно опремљену репрезентативну вилу за потребе протокола. Поводом одржавања Прве конференције несврстаних земаља у Београду извршена је радикална реконструкција виле у периоду 1957–1961. године према пројекту архитекте Богдана Богдановића. Тада је њен изглед потпуно измењен добивши одлике класицистичког здања. Салон је добио мермерни под и камин од белог мермера, а опремање ентеријера уметничким предметима и намештајем из разних епоха обавили су сликари Пеђа Милосављевић и Миодраг Б. Протић. Испред виле постављена је фонтана са бронзаном скулптуром Леде с лабудом, рад сликарке Оље Ивањицки.

## Галерија
- Летњиковац Обреновића
- Летњиковац Обреновића
- ентеријер
- Салон